# Valentijn Weinans
Valentijn Weinans (* 29. Dezember 1995) ist ein niederländischer Leichtathlet, der sich auf den Mittelstreckenlauf spezialisiert hat.

## Sportliche Laufbahn
Erste internationale Erfahrungen sammelte Valentijn Weinans im Jahr 2021, als er bei den Halleneuropameisterschaften in Toruń im 1500-Meter-Lauf mit 3:42,34 min in der Vorrunde ausschied.
2018 wurde Weinans niederländischer Hallenmeister im 1500-Meter-Lauf.

## Persönliche Bestzeiten
- 1500 Meter: 3:38,26 min, 9. Juni 2019 in Rehlingen
  - 1500 Meter (Halle): 3:42,22 min, 13. Februar 2021 in Luxemburg